# 米氏刺躄魚
米氏刺躄魚是輻鰭魚綱鮟鱇目躄魚亞目躄魚科的其中一種，為亞熱帶海水魚，分布於東印度洋區，從澳洲南部威爾遜岬至塔斯馬尼亞島海域，為特有種，棲息深度30-70公尺，體長可達11.1公分，棲息在沿海岩礁區，生活習性不明。